# Dão-Lafões (szubrégió)

A Dão-Lafões szubrégió térképe

A Dão-Lafões szubrégió egy NUTS III-as statisztikai szubrégió Portugáliában, mely a NUTS II-es Centro régió részét képezi.  
Területe megközelítőleg 3483 négyzetkilométer. Lakosságának száma 286 315 fő. Legnagyobb városa Viseu. 
A szubrégióhoz  község tartozik:
- Aguiar da Beira
- Carregal do Sal
- Castro Daire
- Mangualde
- Mortágua
- Nelas
- Oliveira de Frades
- Penalva do Castelo
- Santa Comba Dão
- São Pedro do Sul
- Sátão
- Tondela
- Vila Nova de Paiva
- Viseu
- Vouzela.

A fenti községek közül mindegyik Viseu kerületben található, kivéve Aguiar, mivel az Guarda kerület részét képezi.

## Fordítás
Ez a szócikk részben vagy egészben  a   Dão-Lafões című angol Wikipédia-szócikk ezen változatának fordításán alapul.  Az eredeti cikk szerkesztőit annak laptörténete sorolja fel. Ez a jelzés csupán a megfogalmazás eredetét és a szerzői jogokat jelzi, nem szolgál a cikkben szereplő információk forrásmegjelöléseként.